# معصومه خاکیار
معصومه خاکیار (۱۳۱۱ – ۴ اسفند ۱۳۳۲) بازیگر ایرانی بود. او که اهل آذربایجان بود در ۱۷ سالگی با مادر و خواهرش به تهران رفت و زبان فارسی آموخت و در تماشاخانه‌های تهران مشغول به بازیگری شد. نخستین حضور خاکیار در سینما در فیلم مستی عشق به کارگردانی اسماعیل کوشان بود. طبق نوشتهٔ پرویز جاهد ، مهین بزرگی صدای او را دوبله می‌کرد. او در ۴ اسفند ۱۳۳۲ در حالی که تنها ۲۱ سال داشت با خودکشی (خودسوزی) به زندگی خود پایان داد. علی قلی‌پور نخستین بوسه در سینمای ایران را به او نسبت می‌دهد.
طغرل افشار در کتاب در کمان رنگین سینما تصمیم به خودکشی او را ناشی از «فشار محیط و نارضایتی‌های خانوادگی» دانسته‌است. افشار او را دختری با استعداد و هنرمند دانسته و از پوشش کم خبر مرگ او در مطبوعات انتقاد کرده‌است.

## فیلم‌شناسی
| عنوان      | سال انتشار | نقش   | کارگردان      |
| ---------- | ---------- | ----- | ------------- |
| مستی عشق   | ۱۳۳۰       |       | اسماعیل کوشان |
| مشهدی عباد | ۱۳۳۲       | گلناز | صمد صباحی     |
| گلنسا      | ۱۳۳۲       | گلنسا | سرژ آزاریان   |